# اس‌اس اکسپلورر
اس‌اس اکسپلورر (به انگلیسی: SS Explorer) یک کشتی بود که طول آن ۲۰۲ فوت ۹ اینچ (۶۱٫۸۰ متر) بود. این کشتی در سال ۱۹۵۵ ساخته شد.